# Thomas Nagel
Thomas Nagel (Belgrado, Yugoslavia, 4 de julio de 1937) es un filósofo estadounidense, profesor de filosofía y derecho en la Universidad de Nueva York (NYU). Sus trabajos se han centrado en filosofía de la mente, filosofía política y ética. Es conocido por su crítica de los estudios reduccionistas sobre la mente en su artículo ¿Qué se siente ser un murciélago? (1974) y por su contribución a la teoría político moral liberal y deontológica en La posibilidad del altruismo (1970).

## Biografía

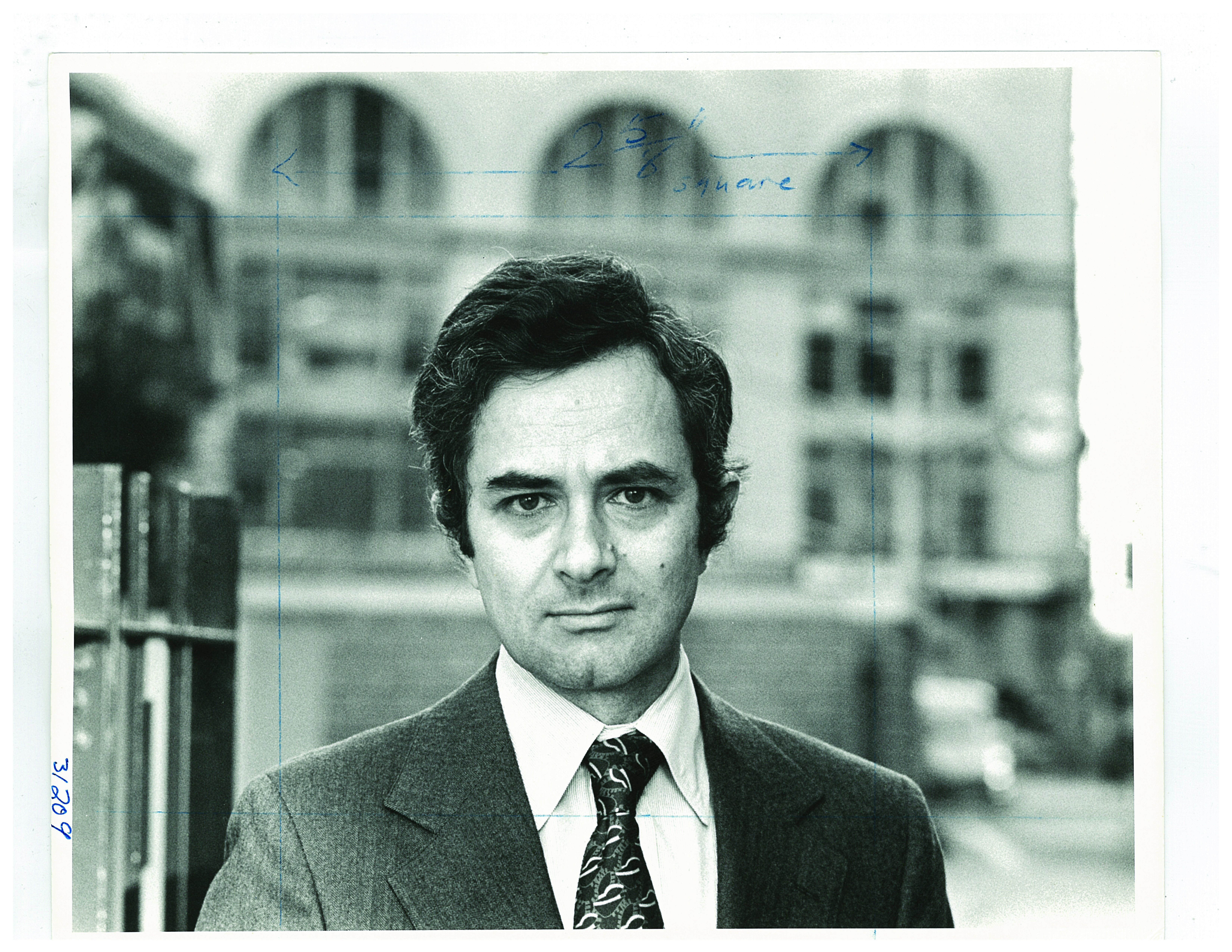
Thomas Nagel en 1978.

Thomas Nagel nació el 4 de julio de 1937 en Belgrado, que entonces formaba parte de Yugoslavia (en la actualidad, es la capital de Serbia); su familia era judía. Obtuvo un grado en Filosofía en la Universidad Cornell en 1958 y, posteriormente, en la Universidad de Oxford en 1960. En 1963, obtuvo un doctorado en Filosofía en la Universidad Harvard, bajo la supervisión de John Rawls. Antes de establecerse en Nueva York, Nagel dio clases por un tiempo en la Universidad de California, Berkeley (entre 1963 y 1966) y en la Universidad de Princeton (desde 1966 a 1980), donde convivió con colegas de la talla de Saul Kripke, Bas Van Fraassen y David Lewis. En 2006 ingresó en la American Philosophical Society.
Nagel es miembro de la Academia Americana de las Artes y las Ciencias y miembro Correspondiente de la Academia Británica. En 2008, fue galardonado con el Premio Rolf Schock en Lógica y Filosofía y el Premio Balzan en Filosofía Moral.

## Pensamiento

### Racionalismo
Nagel ha contribuido al debate actual entre la cultura posmoderna y una visión más racionalista del mundo. Por ejemplo en The Last Word Nagel plantea que ciertos pensamientos son inatacables,[cita requerida] por ejemplo los pensamientos matemáticos o lógicos que expresamos en proposiciones como: {\displaystyle 2+2=4} o {\displaystyle P\longrightarrow Q;P,\therefore Q}. Nagel considera que si estos pensamientos pudieran ser atacados no sería el caso que pudiera existir el pensamiento, puesto que estos pensamientos nos permiten decir, pensar cualquier otra cosa: el contenido de {\displaystyle P}; concebir estados de cosas: {\displaystyle P\lor Q}, {\displaystyle P\land Q}, etc; imaginar, y sobre todo afirmar, negar, etc. Ya que de hecho podemos tener toda esta actividad intelectual, podemos pensar, entonces el relativismo cognoscitivo es falso.

### Lo mental
Otras contribuciones importantes de Nagel incluyen su artículo ¿Qué se siente ser un Murciélago? en donde sugiere que la cualidad especial de aquello que llamamos «mental» es que haya algo que es, para ese organismo, cómo es ser ese organismo. Por ejemplo hay algo que es ser Thomas Nagel, o algo que es ser Moisés o Fernanda o Patricia o cualquier ser humano de los tantos en el mundo. Hay algo que es ser como cada uno de ellos, para cada uno de ellos: desde un punto de vista que constituye la perspectiva de la primera persona. Así como hay algo que es ser un particular perro Fido o un particular murciélago, etc. Esto es fundamental puesto que nos permite ver las deficiencias en otras definiciones de filosofía de la mente, sugerencias tales como que lo mental es lo disposicional, o que lo mental es lo funcional, etc. Si lo mental fuera simplemente un engrane más en una cadena de procesos funcionales: neurofisiológicos, químicos, mecánicos, etc., entonces cualquier ser que implementara un algoritmo y tuviera las partes necesarias podría ejecutar esas funciones (¿un robot?) pero ¿por qué tendría que haber algo que sea ser ese ser? Parece que la física y la fisiología nos describen y explican perfectamente los movimientos de los cuerpos físicos, y si esto es así parece que ni en la física ni en la fisiología habría ningún dato que nos dijera cómo es ser ese cuerpo particular. Por lo tanto, la mente parece ser algo más que los funcionamientos físicos y fisiológicos, por decir, del cerebro. Quizá, una sugerencia que Nagel considera pero no origina en él sino en Bertrand Russell, lo mental es la cualidad intrínseca de esos procesos (qualia). En todo caso en un mundo en el cual vamos explorando y descubriendo con nuestros modelos físicos, biológicos, económicos, etc, surge la pregunta, por qué teniendo tantos puntos de vista de ninguna parte siempre queda al final «mi» punto de vista, el punto de vista de un ser subjetivo pensando el mundo objetivamente.

### Filosofía práctica
Nagel ha contribuido también extensivamente a debates de filosofía práctica sobre temas como la igualdad, la justicia en la guerra, la muerte, el aborto, la eutanasia y el absurdo de la vida. En su ensayo The Absurd Nagel sugiere que nos percatamos de la condición absurda de nuestra existencia cuando contrastamos el punto de vista subjetivo de nuestra propia importancia con el hecho objetivo que nuestra existencia no vale más que ninguna otra, ni siquiera más que la existencia de ningún objeto inanimado. Nagel concluye que de todos los posibles escapes al absurdo (el desafío, la religión, el amor, el suicidio, etc.), el más adecuado quizá sea la ironía. 
Nagel es un liberal en la connotación actual de la palabra en Norteamérica, es decir, está a favor del estado benefactor que provee de educación, salud y pensiones a sus habitantes, en contra del libre mercado sin restricciones y de nuevo a favor de que cada individuo escoja su estilo de vida siempre y cuando no dañe a otros. Muestra escepticismo sobre si algún día sea posible manejar un concepto como justicia global entre los distintos estado-nación. Recientemente junto con otros filósofos como John Rawls, Ronald Dworkin y Robert Nozick escribió un documento dirigido a la Corte Suprema de los Estados Unidos abogando por la permisibilidad legal y moral de la eutanasia.

## Ética

### El enfoque rawlsiano de Nagel

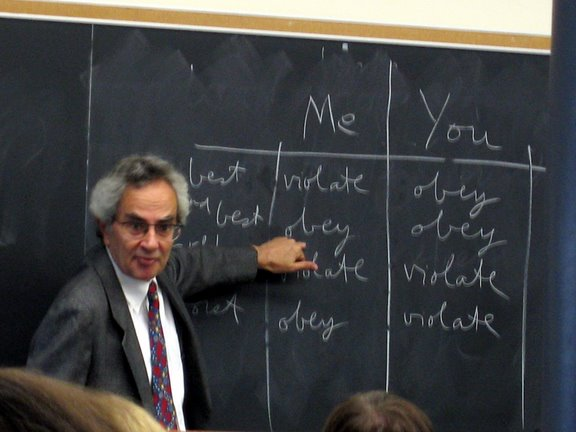
Thomas Nagel dando clases de ética

Nagel ha sido muy influyente en los campos relacionados de la filosofía moral y política. Supervisado por John Rawls, Nagel ha sido un defensor desde hace mucho tiempo de un enfoque kantiano y racionalista de la filosofía moral. Sus ideas distintivas se presentaron por primera vez en la monografía corta The Possibility of Altruism, publicada en 1970. Ese libro busca reflexionar sobre la naturaleza del razonamiento práctico para descubrir los principios formales que subyacen a la razón en la práctica y las creencias generales relacionadas sobre el yo que son necesarias para que esos principios sean verdaderamente aplicables a nosotros. Nagel defiende la teoría del deseo motivado sobre la motivación de la acción moral. Según la teoría del deseo motivado, cuando una persona está motivada para la acción moral, es cierto que tales acciones están motivadas, como todas las acciones intencionales, por una creencia y un deseo. Pero es importante tener las relaciones de justificación correctas: cuando una persona acepta un juicio moral, él o ella está necesariamente motivado para actuar. Pero es la razón por la que hace el trabajo de justificar tanto la acción como el deseo. Nagel contrasta esta visión con una opinión rival que cree que un agente moral solo puede aceptar que tiene una razón para actuar si el deseo de llevar a cabo la acción tiene una justificación independiente. 
La tesis más sorprendente del libro es que existe un paralelo muy estrecho entre el razonamiento prudencial en beneficio propio y las razones morales para actuar en favor de los intereses de otra persona. Cuando uno razona cautelosamente, por ejemplo sobre las razones futuras que uno tendrá, uno permite que la razón del futuro justifique su acción actual sin referencia a la fuerza de sus deseos actuales. Si un huracán destruyera el automóvil de alguien el año que viene en ese momento, querrá que su compañía de seguros le pague para que lo reemplace: esa razón futura le da una razón, ahora, para contratar un seguro. La fuerza de la razón no debe ser rehén de la fortaleza de los deseos actuales. La negación de esta visión de la prudencia, argumenta Nagel, significa que uno realmente no cree que uno sea una y la misma persona a través del tiempo. Uno se está disolviendo en distintas etapas de la persona.

### Acción altruista
Esta es la base de su analogía entre las acciones prudenciales y las acciones morales: en los casos de acción altruista para el bien de otra persona, las razones de esa persona se convierten literalmente en razones para uno si son intemporales e intrínsecas. Las razones genuinas son razones para cualquier persona. Comparable con los puntos de vista del filósofo moral del siglo diecinueve Henry Sidgwick, Nagel cree que uno necesita concebir el bien de uno como un bien impersonal y las razones de uno como razones objetivas. Eso significa, prácticamente, que un valor eterno e intrínseco genera razones para cualquiera. Una persona que niega la verdad de este reclamo se compromete, como en el caso de un error similar acerca de la prudencia, a una opinión falsa de sí mismo. En este caso, la falsa opinión es que las razones de uno son irreductiblemente suyas, de una manera que no les permite ser razones para nadie: Nagel argumenta que esto compromete a tal persona a la opinión de que él o ella no puede hacer los mismos juicios sobre sus propias razones. Nagel llama a esto «disociación» y lo considera un análogo práctico del solipsismo (la idea filosófica de que solo la propia mente seguramente existirá). Una vez más, se refuta una visión falsa de lo que implica un razonamiento apropiado al mostrar que conduce a una visión falsa de la naturaleza de las personas.

### Objetividad y subjetividad
Thomas Nagel se ha especializado en las diferencias entre la subjetividad y la objetividad, planteándose la pregunta ¿es posible adquirir un punto de vista puramente objetivo y si no, hasta qué grado de objetividad se puede llegar? Este es un tema que ha tratado en varios de sus libros y artículos a través de varios años, por ejemplo en Mortal Questions, A View From Nowhere, y en su colección de ensayos Other Minds. Estos problemas filosóficos han llevado a Nagel a investigar otros problemas relacionados como el problema mente-cuerpo en filosofía de la mente, la universalidad de la ética y cuestiones de justicia social.
En ética rechaza las posturas de aquellos filósofos que intentan explicar la moral como una consecuencia de la evolución de la especie humana, Nagel considera que tratar de aplicar los modelos de biología evolucionista a estas áreas es una maniobra equivocada y que las cuestiones de valor, bien y mal son universales y planteables incluso en aquellos mundos posibles en donde la teoría de la evolución fuera falsa.

### Razones objetivas
Las diferentes clases de razones y valores (es decir, agente-relativo y agente-neutral) enfatizados en el trabajo posterior de Nagel se sitúan dentro de un modelo Sidgwickiano en el que los compromisos morales se piensan objetivamente, de modo que las razones y valores personales son simplemente partes incompletas de un todo impersonal. La estructura de la visión ética posterior de Nagel es que todas las razones deben relacionarse con esta visión objetiva de uno mismo. Esos motivos y valores que soportan un examen crítico independiente son objetivos, pero los motivos y valores más subjetivos pueden, no obstante, ser tolerados objetivamente. Sin embargo, se conserva la parte más llamativa del argumento anterior y del punto de vista de Sidgwick: las razones neutrales del agente son literalmente razones para cualquier persona, de modo que todas las razones objetivables se vuelven poseídas individualmente sin importar de quién se trate. Pensando reflexivamente sobre la ética desde este punto de vista, uno debe tomar el punto de vista de otro agente sobre el valor tan en serio como el propio, ya que la propia perspectiva es solo una toma subjetiva de un todo intersubjetivo; el conjunto de razones personal de uno se ve así inundado por las razones objetivas de todos los demás.

### Punto de vista del agente universal
Su visión es similar a los puntos de vista consecuencialistas de «agente universal» en los que uno toma el punto de vista de un sujeto colectivo cuyas razones son las de todos. Pero Nagel sigue siendo un individualista que cree en la separación de las personas, por lo que su tarea es explicar por qué este punto de vista objetivo no ahoga el punto de vista individual de cada uno de nosotros. Proporciona un fundamento ampliado para la importancia de las personas desde su punto de vista personal. El resultado es una teoría ética híbrida del tipo defendido por el estudiante de doctorado de Nagel en Princeton, Samuel Scheffler, en The Rejection of Consequentialism. El punto de vista objetivo y sus demandas deben equilibrarse con el punto de vista personal subjetivo de cada persona y sus demandas. Uno siempre puede ser objetivo al máximo, pero uno no tiene por qué serlo. Uno puede legítimamente «limitar» las demandas que le imponen las razones objetivas de los demás. Además, en su trabajo posterior, Nagel encuentra un fundamento para las llamadas restricciones deónticas de una manera que Scheffler no pudo. Siguiendo a Warren Quinn y Frances Kamm, Nagel los fundamenta en la inviolabilidad de las personas.

## Filosofía política
La medida en que uno puede llevar una buena vida como individuo respetando las demandas de los demás conduce inevitablemente a la filosofía política. En las conferencias Locke publicadas como el libro Igualdad y parcialidad, Nagel expone la teoría de la justicia de John Rawls a un escrutinio detallado. Una vez más, Nagel atribuye tal peso al punto de vista objetivo y sus requisitos que considera que la opinión de Rawls sobre la igualdad liberal no es lo suficientemente exigente. El objetivo de Rawls de corregir, no eliminar, las desigualdades que surgen de la clase y el talento parece llevar a Nagel a una visión que no respeta suficientemente las necesidades de los demás. Recomienda un movimiento gradual hacia concepciones de igualdad mucho más exigentes, motivadas por la naturaleza especial de la responsabilidad política. Normalmente las personas hacen una distinción entre lo que las personas hacen y lo que las personas no logran. Pero esta tesis, verdadera para los individuos, no se aplica al estado, que es un agente colectivo. Un estado rawlsiano permite desigualdades intolerables y la gente necesita desarrollar una visión más ambiciosa de la igualdad para hacer justicia a las demandas del reconocimiento objetivo de las razones de los demás. Para Nagel, honrar el punto de vista objetivo no exige nada menos.

## Libros
- The Possibility of Altruism, Oxford University Press, 1970
- Mortal Questions, Cambridge University Press, 1979
- The View from Nowhere, Oxford University Press, 1986
- What Does It All Mean? A Very Short Introduction to Philosophy, Oxford University Press, 1987
- Equality and Partiality, Oxford University Press, 1991
- Die Grenzen der Objektivität, (translated essays) Stuttgart,Reclam, 1991
- Other Minds: Critical Essays, 1969-1994, Oxford University Press, 1995
- The Last Word, Oxford University Press, 1997
- The Myth of Ownership: Taxes and Justice (con Liam Murphy), Oxford University Press, 2002
- Concealment and Exposure and Other Essays, Oxford University Press, 2002
- Mind and Cosmos: Why the Materialist Neo-Darwinian Conception of Nature Is Almost Certainly False. Oxford University Press. 2012. ISBN 9780199977192.

### Traducciones al español
- La muerte en cuestión: ensayos sobre la vida humana. Fondo de Cultura Económica. 1981. ISBN 9789681606848.
- La posibilidad del altruismo. México: Fondo de Cultura Económica, 2004.
- Una visión de ningún lugar. México: Fondo de Cultura Económica, 1996.
- ¿Qué significa todo esto? México: Fondo de Cultura Económica, 1996.
- Igualdad y parcialidad. Barcelona: Ediciones Paidós Ibérica, 1996.
- La mente y el cosmos: por qué la concepción neo-darwinista materialista de la naturaleza es, casi con certeza, falsa. Editorial Biblioteca Nueva. 2014. ISBN 9788416095728.